# Gornja vas (gmina Šmarje pri Jelšah)
Gornja vas – wieś w Słowenii, w gminie Šmarje pri Jelšah. W 2018 roku liczyła 147 mieszkańców.